# Murat Türemiş
Murat Türemiş (* 24. April 1964 in Kirchheim unter Teck) ist ein deutscher Fotojournalist.
Türemiş studierte visuelle Kommunikationswissenschaften an der FH Dortmund bei Ulrich Mack und Arno Fischer sowie bei Ben J. Fernandez, Parsons School of Design New York.
Türemiş arbeitet als freischaffender Fotograf und fotografiert für deutsche und internationale Printmedien Reportagen und Porträts (beispielsweise Stern, Focus, Spiegel und die türkische National Geographic) sowie für den WDR, u. a. Künstlerporträts. Auch international werden die Fotografien Türemiş' abgedruckt. Mitautor war der Deutschtürke 2000 an dem Bildband Weidengasse: eine deutsch-türkische Straße in Köln, zu dem er zahlreiche Fotos beisteuerte. Reisereportagen für die Zeitschriften GEO, Brigitte und Merian.
2005 gewann Türemiş den zweiten Platz bei One Vision European Photographic Competition, einem europaweiten Wettbewerb zur Visualisierung des Themas Lebenswelten HIV/AIDS, in der Kategorie Professionelle Fotografen/Europa. Das Bild stammte aus einer Fotoreportage des Journalisten über die HIV-positiven Waisenkinder von Baan Gerda, Provinz Lob Buri, Thailand. 
Türemiş beteiligte sich an der internationalen Ausstellung images against war in der Galerie Lichtblick, Köln. Fotografien gegen den Irakkrieg. Die Aktion läuft seit Februar 2003 in wechselnden Ausstellung und im Internet. Türemis lebt und arbeitet in Berlin und Istanbul.